# Sophie Jung
Sophie Jung (geboren 1982 in Luxemburg) ist eine Performance- und Installationskünstlerin, die in Basel und London lebt und arbeitet. Ihr Werk wurde 2016 und 2019 mit den Swiss Art Awards und 2018 mit dem Manor Kunstpreis ausgezeichnet.

## Werdegang
Sophie Jung wuchs in Basel als Teil einer künstlerischen Familie auf. Beide ihrer Eltern sowie ihre Schwester sind Schauspieler und ihre Grossmutter Germaine Hoffmann war ebenfalls Künstlerin. Schon jung war sie bei den Proben ihrer Eltern dabei und von der Theaterwelt fasziniert. Am liebsten beobachtete sie hinter den Kulissen, wie die kostümierten Schauspieler in ihre Rolle schlüpften, kurz bevor sie auf die Bühne gingen. Sophie Jung wollte anfangs ebenfalls Schauspielerin werden, entschied sich schliesslich dagegen. Sie versuchte es mit einem Germanistik- und Anglistikstudium, wechselte zur Kunstgeschichte und wollte danach Primarlehrerin werden. Schließlich begann sie als Fotografin an der Folkwangschule in Essen, doch keines davon war das Richtige. Schliesslich studierte sie Kunst an der Gerrit Rietveld Academy in Amsterdam und machte ihren Master an der Goldsmiths University in London. Anschliessend realisierte sie Ausstellungen und Performanceprojekte in der Schweiz, in England und in den USA.
Sophie Jung arbeitet multimedial mit Performance, Objekten und Sprache – oft installativ, mit Wiederholungen, Referenzen und möglichen Bedeutungen. Sie verhandelt mit ihren Performances philosophische und aktuelle gesellschaftliche Fragestellungen und stellt eindeutige Erzählungen durch ephemere, vielstimmige Geschichten in Frage.

## Werke (Auswahl Ausstellungen und Performances)
- 2012 – Ich mag die Art, wie ich den Apfel schneide, sieht aus wie ein Foto meiner Mutter, Foto Levallois, Paris
- 2012 – Meer, Sonne, Trommel und Spaß, Binnentuin Spinoza, Nijmegen
- 2013 – Lernen über Heraldik, Ceri Hand Gallery, London
- 2013 – Touch that Angel, Touch my Angle, AICA Kiosk, Stadt Luxemburg
- 2014 – Drei Akkorde und die Wahrheit, Dominique Lang Art Center, Diddeleng
- 2016 – New Waiting, Temnikova & Kasela, Tallinn, ES
- 2017 – Producing My Credentials, Kunstraum London, UK
- 2018 – The Bigger Sleep, Kunstmuseum Basel | Gegenwart, CH[6]
- 2018 – Paramount VS Tantamount, Swiss Institute, Paris, FR[7]
- 2019 – Woman Standing, National Gallery Prague, CZ[8]
- 2019 – Taxpayer's Money, Frieze Live, London UK[9]
- 2019 – The Day Teaches The Day, Cabaret Voltaire, Zürich, CH
- 2019 – Dramatis Personae, JOAN, Los Angeles, US
- 2020 – They Might Stay The Night – Casino Luxembourg, LU
- 2020 – Leadeyes und Gentlament Please Put Your Ands Together And And And, Transmissions, UK
- 2021 – To Do Without So Much Mythology, Galerie Martin Janda, Wien
- 2021 – The Hindsighters' Children, Vitrine London, UK[10]
- 2022 –  When the Wind Blows, KunstHaus Wien

## Auszeichnungen
- 2016: Swiss Art Award
- 2018: Manor Kunstpreis Basel
- 2019: Swiss Art Award